# Rudolf Lindt
Rudolf Lindt (ur. 16 lipca 1855 w Bernie, zm. 20 lutego 1909 tamże) – szwajcarski wynalazca i producent czekolady, założyciel firmy Lindt & Sprüngli.

## Życiorys
Urodził się jako syn Johannesa Rudofla Lindta, aptekarza, botanika, członka władz miejskich Berna i współtwórcy Szwajcarskiego Klubu Alpejskiego, oraz Eugenii Amelii z domu Salchli.
Lindt rozpoczął pracę w branży czekoladowej w 1873 od dwuletniej nauki w zakładach zaprzyjaźnionego Charlesa Kohlera w Lozannie. Własny zakład założył w 1879 roku w Bernie, początkowo wspólnie z Kohlerem, a po jego wycofaniu się już samodzielnie, pod firmą „Rod. Lindt fils”.
Mimo braku wykształcenia technicznego dokonał w niej dwóch istotnych innowacji produkcyjnych.
Pierwszą był specyficzny, powolny proces rozcierania ziarna kakaowego walcem w pojemniku kształtem przypominającym muszlę, zwany konszowaniem. W efekcie masa była szczególnie dobrze zhomogenizowana, a przy tym ulatniały się substancje aromatyczne pogarszające własności organoleptyczne.
Drugim był dodatek do czekolady masła kakaowego, co dawało końcowy efekt czekolady roztapiającej się na języku w czasach, gdy była ona zwykle podawana jako napój.
W efekcie czekolada Lindta była bardzo wysoko ceniona za swoją jakość. Jednak Lindt nie wykorzystywał szans, które stwarzała mu przewaga technologiczna nad konkurentami. Ignorował sytuację rynkową i w końcu główny z jego odbiorców, Jean Tobler zdecydował się wręcz w 1899 na podjęcie produkcji we własnym zakresie, zniecierpliwiony brakiem wystarczających dostaw i jednocześnie odmową kontynuacji dotychczasowego rabatu cenowego.
Doprowadziło to w tym samym roku do sprzedaży przedsiębiorstwa Lindta na rzecz „Chocolat Sprüngli AG” z Zurychu, co obejmowało pełny park maszynowy, znaki towarowe oraz inne prawa, za sumę 1,5 miliona franków. Powstała w ten sposób spółka „Aktiengesellschaft Vereinigte Berner & Zürcher Chocolade-Fabriken”, przy czym Lindt objął zarząd nad zakładem produkcyjnym w Bernie, a jego brat August oraz inny bliski krewny także zajęli ważne stanowiska. Jednak już w 1905 roku wszyscy odeszli z nich, po licznych nieporozumieniach i tarciach z zarządem w Zurychu, między innymi w sprawie zastosowania technologii Lindta w nowej fabryce wybudowanej w Kilchbergu.
Po odejściu już na wiosnę następnego roku podjęli w Bernie produkcję czekolady w technologii Lindta na własną rękę, w zupełnie nowym zakładzie. Wywołało to konflikt z „Lindt & Sprüngli”. W efekcie resztę swojego życia Lindt spędził, procesując się w kolejnych instancjach sądowych. Jeden z bardzo niekorzystnych dlań wyroków zapadł tuż przed jego śmiercią w lutym 1909.

## Dalsze losy marki Lindt
W wyniku dalszych spraw sądowych, w 1927 doszło do ugody, w myśl której członkowie rodziny Lindta zobowiązali się na zawsze zrezygnować z produkcji czekolady, a przedsiębiorstwo „Lindt & Sprüngli” uzyskało wyłączne prawo do wykorzystania nazwiska Lindt jako znaku towarowego. Berneńska fabryka tego przedsiębiorstwa, założona jeszcze przez Lindta, została zamknięta w czasach wielkiego kryzysu. Jednak przedsiębiorstwo przetrwało i po II wojnie światowej bardzo się rozwinęło. W 1985 technologia powolnego rozcierania ziarna kakaowego walcami nadal była w niej stosowana do produkcji asortymentów o szczególnie wysokiej jakości.